# Johannes Kaiser (athlète)
Pour les articles homonymes, voir Johannes Kaiser et Kaiser.
Johannes « Jo » Kaiser (né le 27 février 1936 à Jüngersdorf et décédé le 17 décembre 1996 à Zurich) est un athlète ouest-allemand spécialiste du 400 mètres. Licencié au ASV Köln, il mesurait 1,85 m pour 80 kg.

## Carrière

### Palmarès
| Date | Compétition           | Lieu      | Résultat | Performance  |
| ---- | --------------------- | --------- | -------- | ------------ |
| 1958 | Championnats d'Europe | Stockholm | 2e       | 3 min 08 s 2 |
| 1960 | Jeux olympiques d'été | Rome      | 2e       | 3 min 02 s 7 |

### Records
| Épreuve    | Performance | Lieu | Date |
| ---------- | ----------- | ---- | ---- |
| 400 mètres | 46 s 4      |      | 1960 |